# NGC 6575
NGC 6575 é uma galáxia elíptica (E) localizada na direcção da constelação de Hercules. Possui uma declinação de +31° 06' 58" e uma ascensão recta de 18 horas, 10 minutos e 57,5 segundos.
A galáxia NGC 6575 foi descoberta em 1 de Julho de 1880 por Édouard Jean-Marie Stephan.